# تلمبه عباس‌آباد (فارس)
تلمبه عباس‌آباد یک منطقهٔ مسکونی در ایران است که در دهستان ریزآب واقع شده‌است. تلمبه عباس‌آباد ۱۸۷ نفر جمعیت دارد.